# Павелків Роман Володимирович
Павелків Роман Володимирович (нар. 2 липня 1956, село Криве, Радехівського району Львівської області) в.о.ректора Рівненського державного гуманітарного університету, доктор психологічних наук, професор, академік Академії наук вищої школи України, завідувач кафедри вікової та педагогічної психології Рівненського державного гуманітарного університету.

## Хронологія діяльності
Павелків Р.В. закінчив Рівненський державний педагогічний інститут імені Д.З. Мануїльського (РДПІ).
Викладач психології та педагогіки Кременецького педагогічного училища (1981-1982 рр.).
З 1982 р. викладач Рівненського державного педагогічного інституту.
У 1985–1988 рр. навчався в аспірантурі Науково-дослідного інституту психології АПН УРСР.
У 1990 році захистив кандидатську дисертацію. Працював доцентом кафедри педагогіки та психології, заступником декана педагогічного факультету, завідувачем кафедри дитячої психології Рівненського державного педагогічного інституту.
У 1994–1995 рр. обіймав посаду декана історико-соціологічного факультету РДПІ.
З 1995 р. по 2006 р. — декан педагогічного факультету Рівненського державного гуманітарного університету (РДГУ).
З 2003 р. завідувач кафедри вікової та педагогічної психології РДГУ .
З 1999 р. по 2015 р. — проректор з науково-педагогічної та навчально-методичної роботи РДГУ.
З 2015 р. перший проректор РДГУ.
З 2024 р. виконує обов'язки ректора Рівненського державного гуманітарного університету

## Науково-методична робота
Результатом цілеспрямованої науково-методичної роботи є науковий доробок близько 200 наукових праць. Р. В. Павелків [Архівовано 13 серпня 2019 у Wayback Machine.] – автор ряду книг, наукових статей, серед яких:
- Монографії: 
  - „Розвиток моральної свідомості та самосвідомості у дитячому віці” (2004 р.),
  - „Феноменологія морального розвитку особистості: детермінація, механізми, генезис” (2009 р.),
  - «Просоціальний розвиток особистості»  (2013 р.);
  - "Reflection as a mechanism for the formation of individual consciousness and activity of a personality" (2019 р.)
  - "Онтогенетичні аспекти морального становлення особистості. Особистість у контексті морального та професійного зростання" (2019 р.)
  - "Філософія освітнього простору: психологічний вимір" (2021 р.)
- Підручники: 
  - „Загальна психологія” (2002 р., 2009 р., 2013 р.),
  - „Вікова психологія” (2011 р., 2015 р.),
  - «Дитяча психологія»  (2015 р.);
- Навчальні посібники: 
  - „Педагогічна психологія” (2003 р.),
  - „Дитяча психологія” (2008 р.),
  - „Практикум з дитячої психології” (2008 р.),
  - „Короткий довідник з дитячої психології” (2008 р.),
  - „Дитяча психологія”.
  - Навчальний посібник для самостійної роботи студентів. Серія: САМ” (2011 р.),
  - «Психодіагностичний інструментарій в умовах дошкільного закладу» (2013 р.),
  - "Геронтопсихологія: медико-біологічні та соціально-психологічні аспекти старіння" (2020 р.)

Під керівництвом Павелківа Р. В. захищено 21 кандидатська дисертація та 3 докторські дисертації. Здійснює керівництво докторантами, аспірантами та здобувачами наукових ступенів. Член спеціалізованих Вчених рад із захисту докторських та кандидатських дисертацій:
- Рівненський державний гуманітарний університет (2000-2002 рр.);
- Інститут психології ім. Г.С. Костюка НАПН України [Архівовано 20 серпня 2019 у Wayback Machine.], (м. Київ, з 1997 р. по даний час);
- Національний педагогічний університет імені М. П. Драгоманова [Архівовано 1 серпня 2019 у Wayback Machine.] (м. Київ, з 2005 р. по даний час).

Головний редактор фахового видання «Психологія: реальність і перспективи [Архівовано 13 серпня 2019 у Wayback Machine.]», член редакційних колегій ряду психолого-педагогічних видань України.

## Здобутки
У 2003 р. за рішенням атестаційної комісії МОН України йому присвоєно вчене звання професора.
У 2005 р. захистив докторську дисертацію на здобуття наукового ступеня доктора психологічних наук у Науково-дослідному Інституту психології ім. Г.С. Костюка НАПН України.
Здобутки професора Павелківа Р. В. у навчально-виховній та науковій діяльності відзначені почесними званнями та нагородами:
- Нагрудний знак “Відмінник освіти України” (2000 р.);
- Почесна грамота Міністерства освіти і науки України (2001 р.);
- Почесне звання “Заслужений працівник освіти України” (2003 р.);
- Почесна грамота НАПН України (2006 р.);
- Нагрудний знак МОН України “Петро Могила” (2006 р.);
- Почесна грамота Рівненської обласної ради [Архівовано 17 липня 2019 у Wayback Machine.] (2011 р.);
- Почесна грамота Рівненської обласної державної адміністрації [Архівовано 13 серпня 2019 у Wayback Machine.] (2011, 2013 рр.);
- Почесна грамота Верховної Ради України (2013 р.);
- Почесний громадянин м. Рівне (2016 р.);
- Орден «За заслуги» ІІІ ступеня (2016 р.).
- Орден «Святого Рівноапостольного князя Володимира Великого» ІІІ ступеня (2018 р.)